# Jairo Pires
Jairo Pires é um produtor musical e diretor artísico de selos fonográficos brasileiro. Atualmente, dirige o selo independente Lança Digital, fundado por ele próprio ainda nos anos 1980.

## Carreira
Iniciou sua carreira nos anos 1960 como produtor da gravadora CBS, atuando principalmente com artistas associados ao movimento da Jovem Guarda. No final da década, passou a se envolver com músicos ligados ao nascente movimento de música negra brasileira, posteriormente denominado Black Rio.
Em 1968, com a chegada de André Midani à direção da CBD/Philips (futura PolyGram), assumiu a função de diretor artístico de um novo selo voltado a cantores populares. Assim, o selo Polydor passou a abrigar artistas representativos da música negra – entre eles Tim Maia – e da música brega, como Odair José. Com essa linha editorial, o selo Polydor obteve sucesso comercial e contribuiu para sustentar financeiramente o selo Philips, que, embora deficitário, buscava prestígio ao promover nomes da nascente MPB, ainda com baixa vendagem.
Na metade da década de 1970, retornou à CBS, onde passou a dirigir o selo Epic. Nesse período, lançou artistas como Zé Ramalho, Fagner e Elba Ramalho. No final da década, voltou à PolyGram e contratou nomes como Angela Ro Ro e Eduardo Dussek.
No início dos anos 1980, trabalhou como produtor no álbum Erasmo Convida, de Erasmo Carlos, com quem desenvolveu uma parceria que resultou na criação do selo independente Lança. Com esse selo, passou a produzir discos e licenciá-los para grandes gravadoras, atuando, por exemplo, no álbum O Descobridor dos Sete Mares, de Tim Maia. Nos anos seguintes, seguiu à frente do selo Lança, que também passou a oferecer serviços de editora musical, agenciamento e promoção de carreiras artísticas.

## Ligações eternas
- «Discografia no Discogs»
- «Discografia no IMMUB»